# Шарантоне (Шер)
Шарантоне (фр. Charentonnay) насеље је и општина у централној Француској у региону Центар (регион), у департману Шер која припада префектури Бурж.
По подацима из 2011. године у општини је живело 317 становника, а густина насељености је износила 14,51 становника/km². Општина се простире на површини од 21,85 km². Налази се на средњој надморској висини од 203 метара (максималној 227 m, а минималној 173 m).

## Демографија
| 1962. | 1968. | 1975. | 1982. | 1990. | 1999. | 2011. |
| ----- | ----- | ----- | ----- | ----- | ----- | ----- |
| 366   | 381   | 313   | 317   | 329   | 314   | 317   |

График промене броја становника у току последњих година